# Mistrovství světa v zápasu řecko-římském 1995
Mistrovství světa v zápasu řecko-římském proběhlo v Praze (Česko) v roce 1995.

## Výsledky
| Kategorie | Podrobnosti | Zlato                  | Stříbro                    | Bronz                     |
| --------- | ----------- | ---------------------- | -------------------------- | ------------------------- |
| -48 kg    | podrobně    | Sim Kwon-ho (KOR)      | Hiroši Kado (JPN)          | Zafar Gulijev (RUS)       |
| -52 kg    | podrobně    | Samvel Danieljan (RUS) | Armen Nazarjan (ARM)       | Alfred Ter-Mkrtčjan (GER) |
| -57 kg    | podrobně    | Dennis Hall (USA)      | Jurij Melnyčenko (KAZ)     | Alexandr Ignatěnko (RUS)  |
| -62 kg    | podrobně    | Sergej Martynov (RUS)  | Włodzimierz Zawadzki (POL) | Mchitar Manukjan (ARM)    |
| -68 kg    | podrobně    | Rustam Adži (UKR)      | Attila Repka (HUN)         | Jannis Zamanduridis (GER) |
| -74 kg    | podrobně    | Yvon Riemer (FRA)      | Bachtyjar Bajseitov (KAZ)  | Filiberto Azcuy (CUB)     |
| -82 kg    | podrobně    | Hamza Yerlikaya (TUR)  | Goča Ciciašvili (ISR)      | Thomas Zander (GER)       |
| -90 kg    | podrobně    | Hakkı Başar (TUR)      | Petru Sudureac (ROU)       | Giorgi Koguašvili (RUS)   |
| -100 kg   | podrobně    | Mikael Ljungberg (SWE) | Héctor Milián (CUB)        | Giorgi Saldadze (UKR)     |
| -130 kg   | podrobně    | Alexandr Karelin (RUS) | Sergej Murejko (MDA)       | Matt Ghaffari (USA)       |